# Educação na Guiana
A educação na Guiana é mantida pelo governo, através do Ministério da Educação. O sistema de educação da Guiana é similar aos outros países anglófonos da comunidade do Caribe, que são afiliados ao Caribbean Examinations Council (CXC). O sistema educacional foi baseado no antigo sistema educacional britânico. Os estudantes devem fazer o SSEE (exame para entrar na escola secundária) na sexta série. Eles fazem o (CXC) no final da escola secundária. Recentemente eles introduziram o exame CAPE, que todos os outros países caribenhos já possuem. O sistema Advanced Level do antigo sistema britânico praticamente desapareceu e agora é oferecido em apenas algumas poucas escolas (em janeiro de 2007). A razão para o focus insuficiente ou as várias disciplinas pode ser atribuído diretamente as escolhas comuns feitas pelos estudantes de se especializar em áreas similares (matemática/química/física ou geografia/história/economia). Com a remoção do sistema Advanced Level que encorajava essa especialização, espera-se que isso vai atrair mais os estudantes a variar seus estudos.

## História
O sistema educacional da Guiana já foi considerado um dos melhores da América do Sul, mas declinou significativamente na década de 1980 por causa da emigração de cidadãos bem-educados, e a falta de incentivo apropriado. Apesar do sistema educacional ter se recuperado um pouco na década de 1990, ele ainda não produz a mesma qualidade de estudantes educados necessários para a Guiana para modernizar sua força de trabalho. O país não possui uma crítica massa de especialistas em várias disciplinas e atividades que dependem delas.